# Oscar Wildes grav

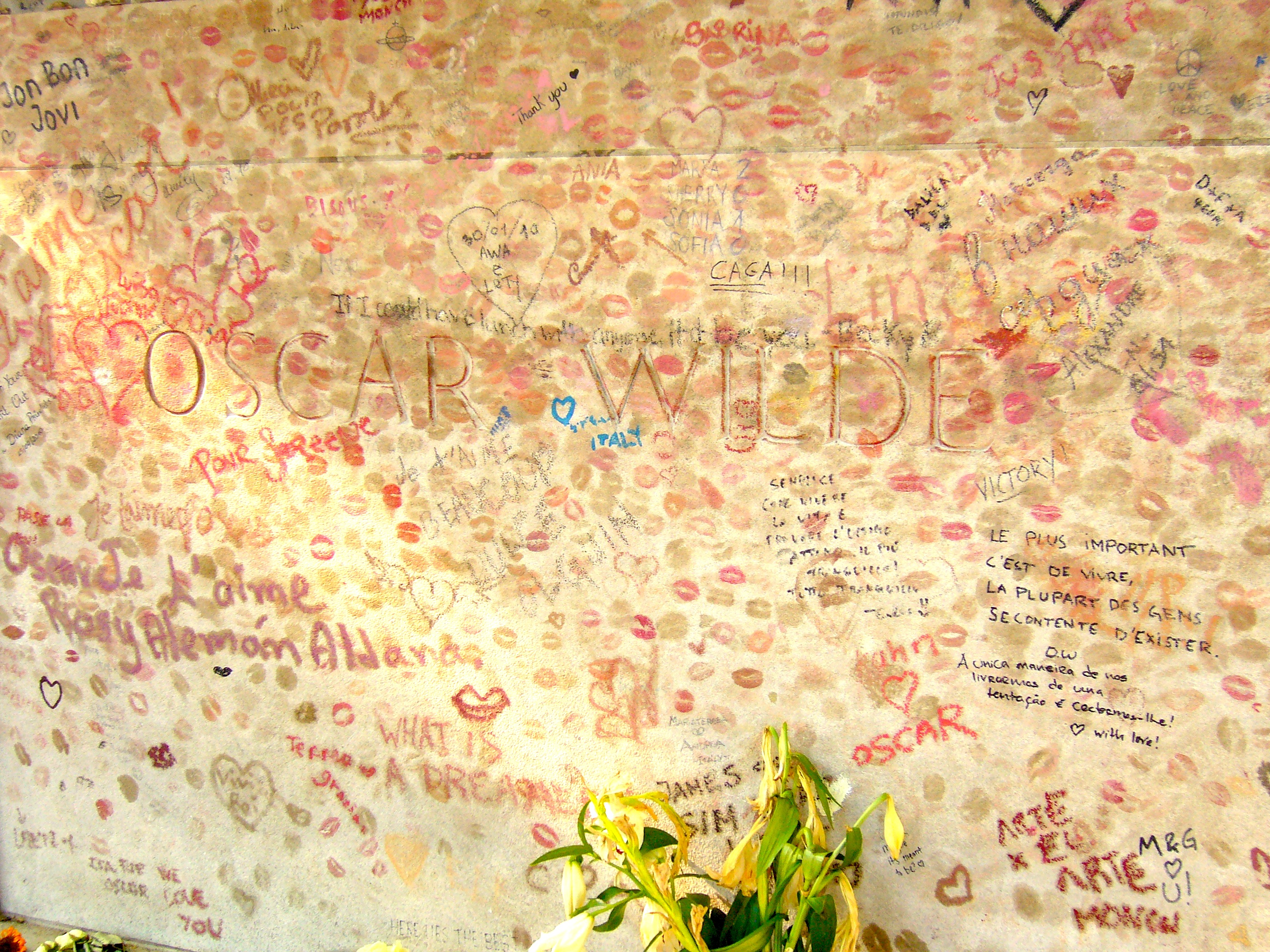
Läppstiftsavtrycken innan en glasskiva sattes upp 2011 för att skydda graven.

Oscar Wildes grav finns på Père-Lachaise-kyrkogården i Paris. 
Efter sin död på Hôtel d'Alsace 1900 begravdes Wilde först i en anonym grav på Bagneaux-kyrkogården. 1908 flyttades han till Père-Lachaise-kyrkogården i Paris efter att Oscar Wildes testamentsexekutor avslöjat att en anonym donator skänkt 2 000 pund till ett gravmonument. Stenen utformades som en sfinx-skulptur av Jacob Epstein. Senare uppdagades att donatorn var Helen Kennard Carew. På stenen, som tidigare varit täckt av tusentals läppstiftsavtryck, finns en inskription, hämtad ur hans verk Balladen om fängelset i Reading, som lyder:
And alien tears will fill for him

Pity's long-broken urn,

For his mourners will be outcast men,

And outcasts always mourn.
I Fredrik Silverstolpes svenska översättning lyder hela strofen:
[Men allt är gott, han har nu nått

till livets slutstation,]

och andras tårar bräddar snart

medkänslans spruckna krus.

De utstötta som sörjer jämt,

de sörjer honom nu.